# Ban Phai
Ban Phaeo (thai: เทศบาลเมืองบ้านไผ่) er en by i provinsen Samut Sakhon i det centrale Thailand. Befolkningen blev i 2014 anslået til at være 3.020. Byen er hovedstad i distriktet af samme navn.
Byen ligger ved jernbanelinjen og ved hovedvejen fra hovedstaden Bangkok til grænsebyen Nong Khai ved Mekong, nær Laos' hovedstad Vientiane.